# Corona de la reina Ranavalona III

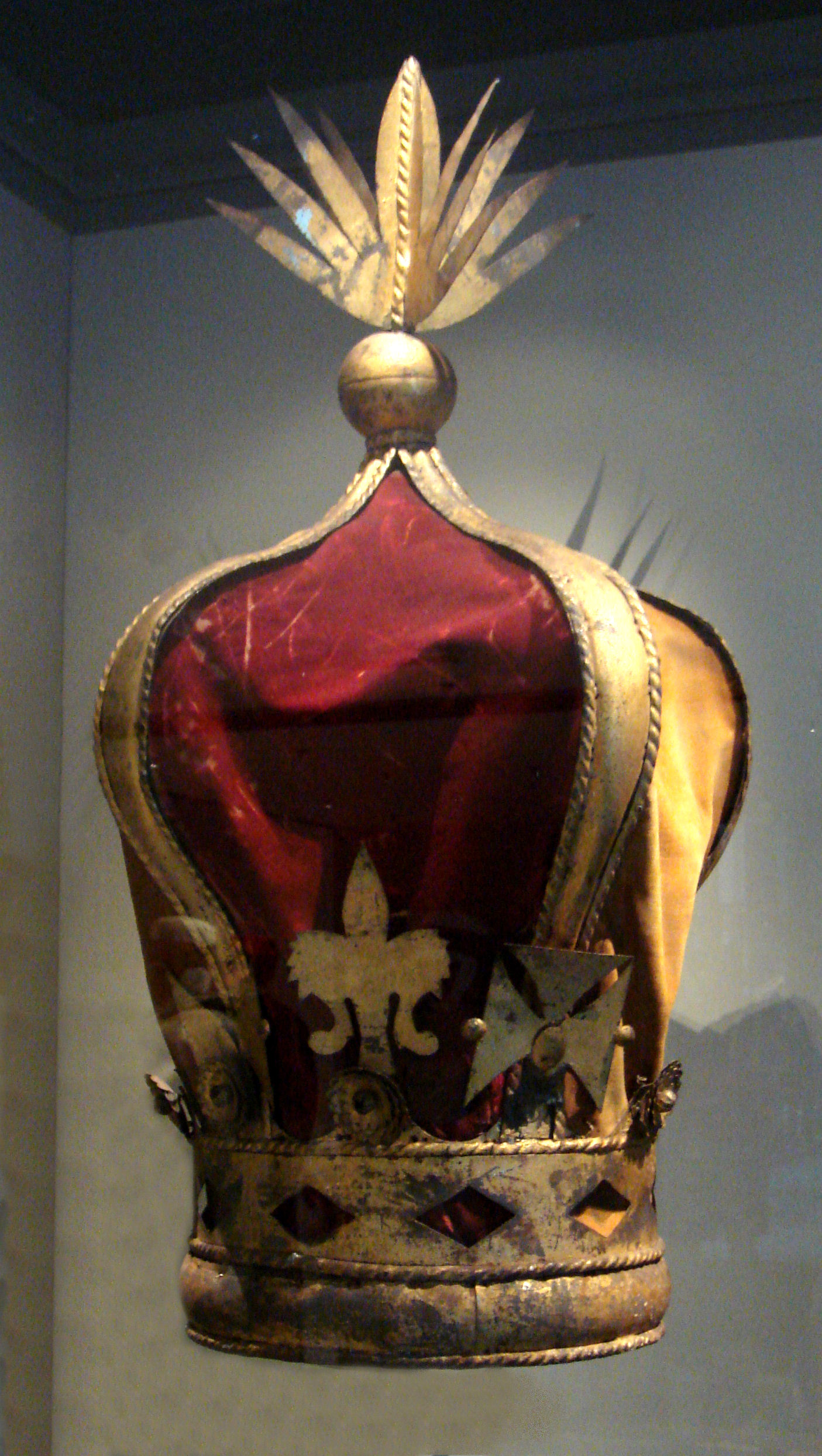
Corona de la reina Ranavalona III, reina de Imerina, (actual Madagascar).

La corona de la Reina Ranavalona III es una corona real que fue portada por Ranavalona III, (22 de noviembre de 1861, Amparibe, Madagascar - 23 de mayo de 1917, Argel, Argelia), la última reina del Reino de Imerina, que se extendió en lo que hoy es Madagascar, desde el 30 de julio de 1883 al 28 de febrero de 1897, cuando fue depuesta por Francia, que posteriormente gobernó la isla como una colonia.

## Ubicación de la pieza
La corona se halla expuesta de forma permanente en el Museo del Ejército, que a su vez está ubicado dentro del El Palacio Nacional de Los Inválidos, (en francés Hôtel National des Invalides), un imponente complejo arquitectónico francés del siglo XVII (1671-1676), situado en el séptimo distrito de París, a 400 metros de la Escuela Militar. Nacido originariamente como residencia real para soldados y militares franceses retirados, lisiados o ancianos, hoy alberga diversas instalaciones museísticas y religiosas, así como diferentes servicios y dependencias para antiguos combatientes.